# Société des tramways messins
La Société des tramways messins est une société belge qui a construit et exploité un réseau de tramways à traction animale dans la ville de Metz. Elle est affiliée à la Société anonyme des tramways belges et étrangers, dont le siège est à Anvers. 
Cette société a obtenu la concession d'un réseau de deux lignes de tramways à chevaux et se substitue à Monsieur Charles de Féval, concessionnaire du tramway de la ville de Luxembourg. La concession est attribuée par le bulletin des lois du district de Lorraine et ratifiée à Berlin le 14 août 1875 dans une ordonnance impériale, par l’empereur Guillaume II.
En 1902, les actifs de la Société des tramways messins devenue Metzer Trambahn Gesellschaft sont rachetés par une société allemande la Metzer Strassenbahn Actien Gesellschaft (compagnie des tramways de Metz) pour construire un réseau de tramways électriques.

## Les lignes
- Montigny - Moulins

Gare centrale - Rue du Palais, ouverture le 21 décembre 1875
Rue du Palais - Montigny, ouverture le 4 juin 1876
Porte de France - Moulins, ouverture le 13 septembre 1876
Gare centrale - Porte de France, ouverture le 24 décembre 1876
- Porte de Mazelles -  Porte de Thionville

Porte de Mazelles - Rue Tête d’Or, ouverture le 31 août 1878
Rue du Palais - Porte de Thionville, ouverture le 21 décembre 1878
Les deux lignes se croisaient sur la place d’Armes.

## Matériel roulant
- 14 voitures fermées accès par plateformes[2]
- 18 voitures ouvertes type baladeuses

La cavalerie était d’environ 60 chevaux.